# Explosion de l'abri Sadi-Carnot
 (octobre 2010).
Si vous disposez d'ouvrages ou d'articles de référence ou si vous connaissez des sites web de qualité traitant du thème abordé ici, merci de compléter l'article en donnant les références utiles à sa vérifiabilité et en les liant à la section « Notes et références ».
L'explosion de l'abri Sadi-Carnot a été l'épisode le plus meurtrier survenu à Brest pendant la Seconde Guerre mondiale.

## La construction de l'abri Sadi-Carnot

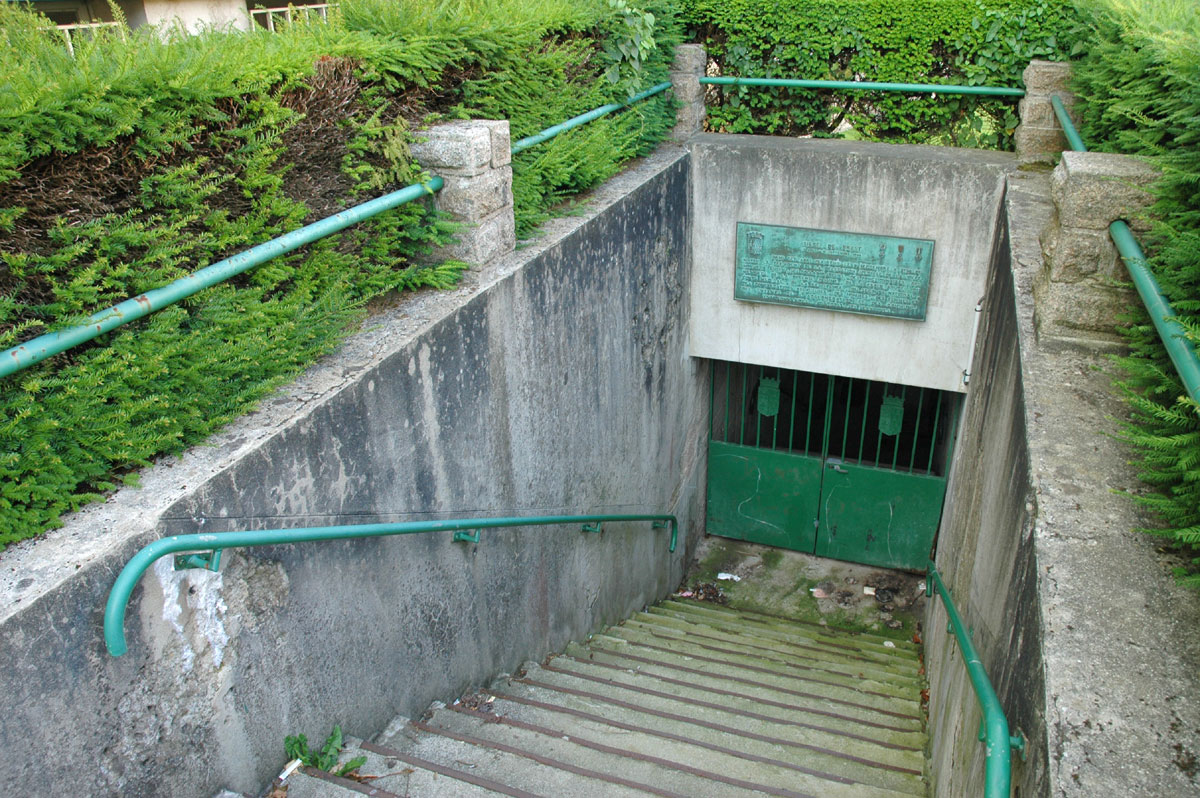
l'entrée de l'abri Sadi-Carnot

En juin 1940, la ville est occupée par les Allemands. Les premiers bombardements de grande ampleur frappent la ville de Brest. L'occupation de la Penfeld par les sous-marins allemands valent à la ville des bombardements intensifs et meurtriers.
Fin mars 1941, la présence des bâtiments de la Kriegsmarine : Scharnhorst, Gneisenau et Prinz Eugen entraîne l’augmentation de la fréquence et la violence des bombardements. La décision de construire un grand abri souterrain au centre-ville est prise.
L'abri Sadi-Carnot est creusé en pleine ville de Brest de 1941 à 1942 par messieurs Estrade et Pommeret à l'initiative de Victor Eusen, président de la délégation spéciale chargée de gérer Brest entre 1942 et 1944. Il s'étend sur une longueur de 560 mètres entre la porte de Tourville (porte de l’arsenal) et la place Sadi-Carnot (centre-ville) à une profondeur variable. D'autres abris ont aussi été aménagés ailleurs dans l'agglomération brestoise.

## L'abri Sadi-Carnot pendant le siège de Brest

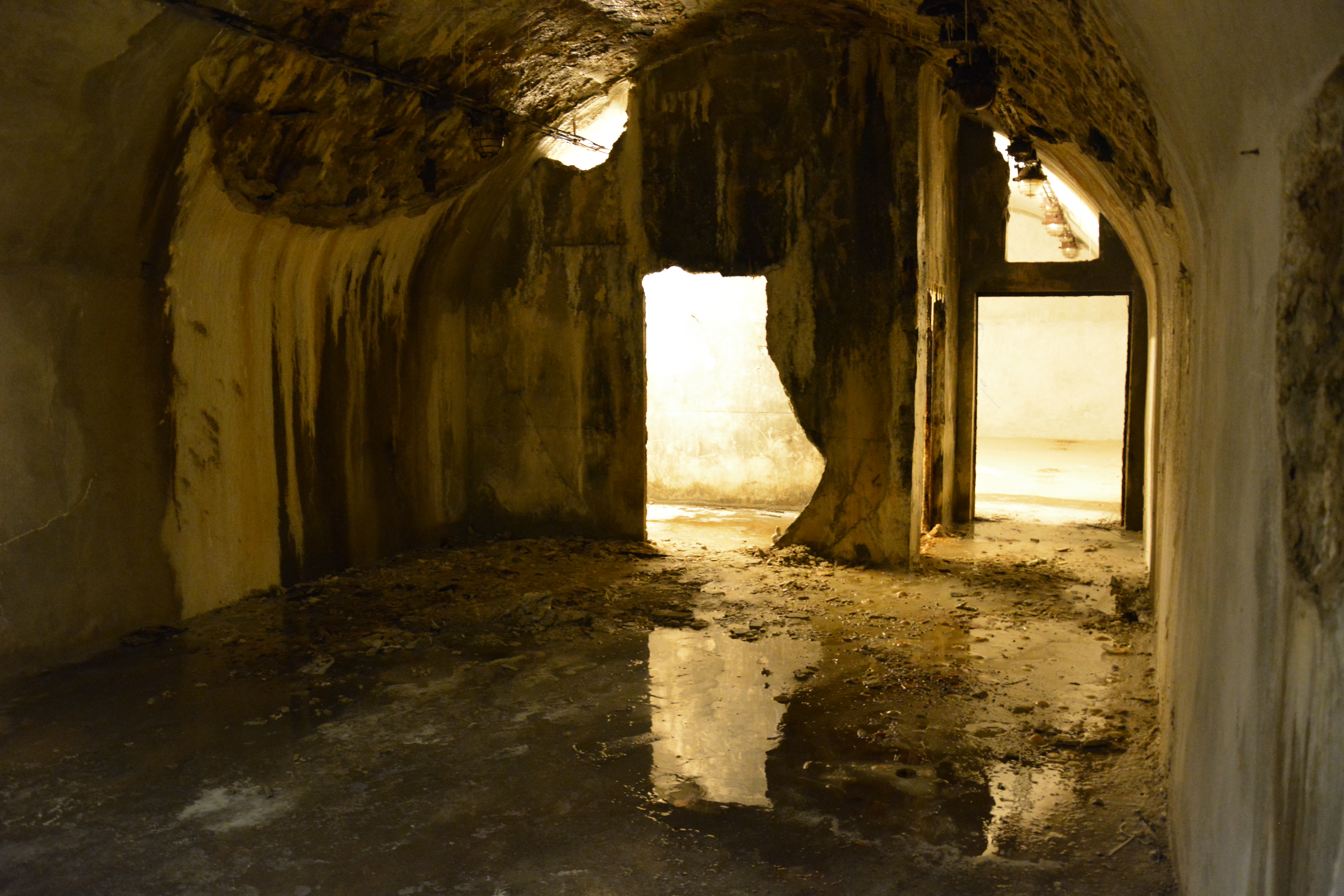
Reste de l'une des deux salles latérales au centre de l'abri

Le 31 juillet 1944, les Américains effectuent la percée d'Avranches et foncent vers Brest sans rencontrer de résistance. Le général Patton est persuadé qu'une semaine lui suffira pour faire tomber Brest. Le 7 août 1944, les premiers blindés américains se trouvent du côté de Milizac. Les troupes américaines qui amorcent un mouvement de contournement de la ville se retrouvent clouées par des tirs d'artillerie. C'est le début du siège de Brest qui dure 43 jours avant la reddition des Allemands le 18 septembre 1944.
Le 14 août, les civils qui se trouvent encore dans Brest évacuent la ville. L'abri Sadi-Carnot est alors le siège de ce qu’il reste des services administratifs de la municipalité. Victor Eusen est alors le président de la Délégation Spéciale qui assure la survie des 2 000 Brestois restés dans la cité. La moitié de l’abri (256 mètres) est occupée par la population civile (de la place Sadi-Carnot à la rue Amiral-Linois). La partie occupée par les troupes d'occupation s'étendait de la rue Amiral-Linois à la porte Tourville.
Le 3 septembre, le général Ramcke convoque Victor Eusen et lui annonce qu'il se défendra jusqu'au dernier homme dans les fortifications de la ville. Il exige l'évacuation de tous les civils car il a besoin des abris. Mais celle-ci est devenue impossible. Il consent à laisser aux Français une partie de l'abri Sadi-Carnot à condition qu’ils n’en sortent plus. Il accueillait principalement les dirigeants de la Délégation spéciale, les services municipaux, le service sanitaire, des infirmières de la Croix-Rouge, des dirigeants du Secours national, des assistantes sociales, une dizaine de religieuses des Ordres de l'Assomption, de la Providence et du Bon Secours et des membres de la Défense passive... Du côté allemand, il y avait des soldats de l'organisation Todt et des parachutistes de la compagnie de réserve.

## La catastrophe du9 septembre 1944
À l’encontre de la Convention de Genève de 1864, dans l’abri occupé par des civils, des caisses de munitions sont entreposées ; elles voisinent avec des bidons d’essence alimentant le groupe électrogène allemand. 
C'est dans la nuit du vendredi 8 au samedi 9 septembre 1944 qu'a lieu la catastrophe. À 2 h 30 du matin, un soldat Todt chargé du groupe électrogène qui alimente l'abri se lève pour le mettre en marche. À la suite d'une fausse manœuvre, un incendie éclate. À proximité se trouvait un groupe électrogène de secours utilisé pour la lumière et tout à côté une réserve assez grande de carburant. Enfin, une grande quantité de munitions était entreposée dans l’abri. 
Ceux qui réagissent rapidement sortent dans les fumées après avoir monté les 154 marches de l'escalier. Un grondement sourd d'une énorme puissance ébranle la voûte. Ceux qui sont au bout du tunnel sont éjectés comme des fétus de paille. Les autres sont coincés contre la grille qui s'est refermée sous le choc ou morts à l'intérieur.
Toutes les munitions ont explosé transformant le long tunnel en un véritable canon. Les flammes s'élèvent à 30 mètres au-dessus de l'entrée. 371 Français sont morts, carbonisés d'un seul coup ; cinq à six cents Allemands auraient été tués. Victor Eusen est au nombre des victimes.

## Les nouveaux aménagements
L'abri Sadi-Carnot est remodelé dans la décennie 1960 pour en faire un abri anti-atomique. On peut voir à l'intérieur de l'abri deux grosses portes blindées ainsi qu’un cénotaphe.

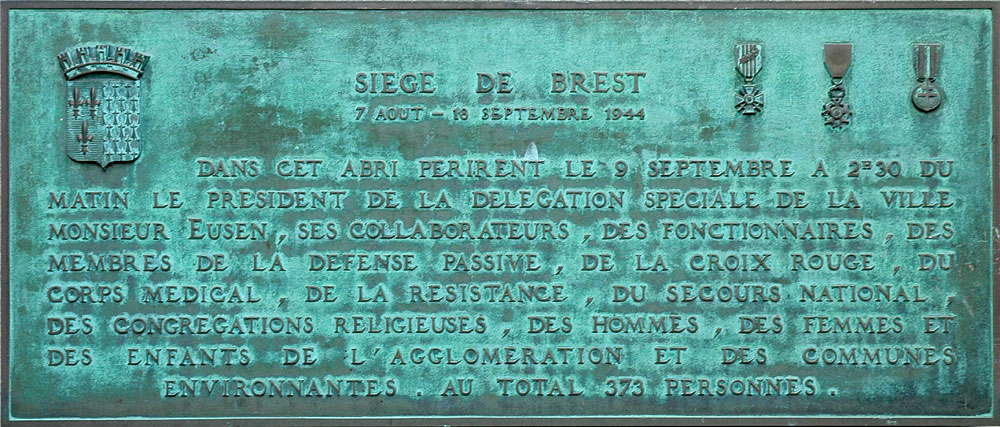
La plaque commémorative de l'abri Sadi-Carnot
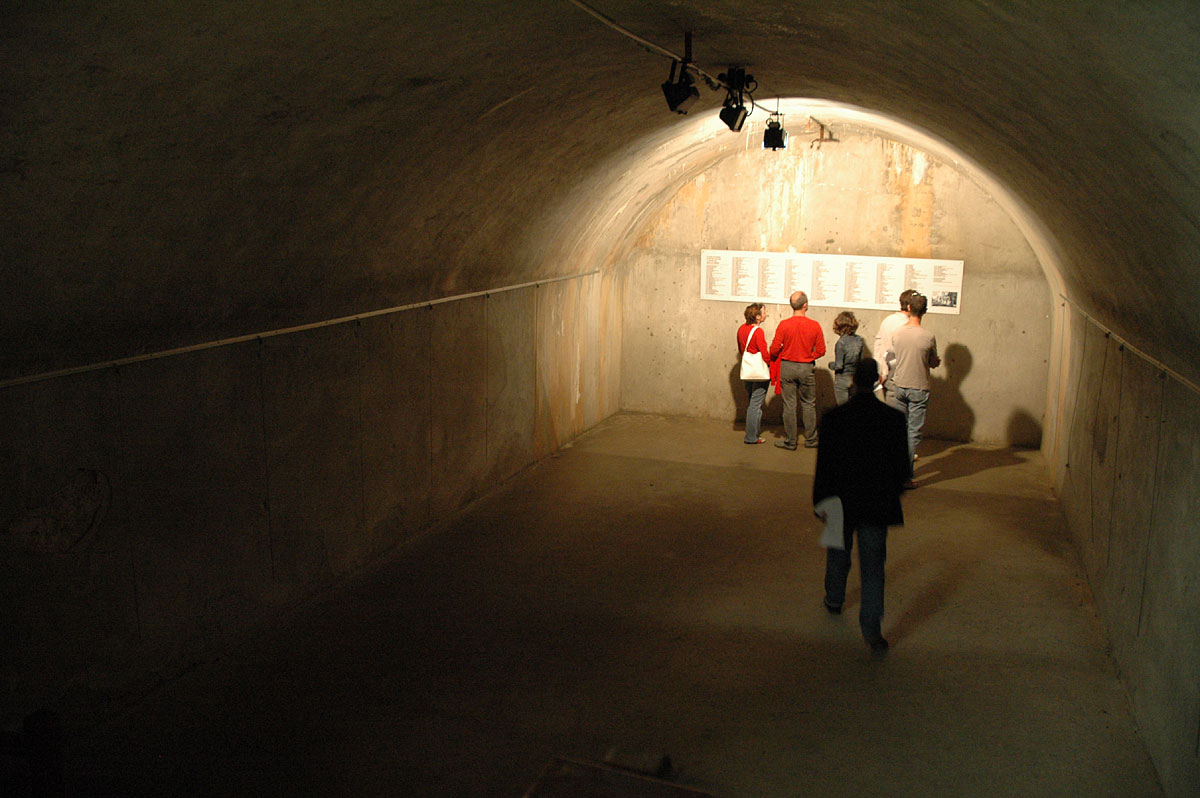
Le cénotaphe de l'abri Sadi-Carnot
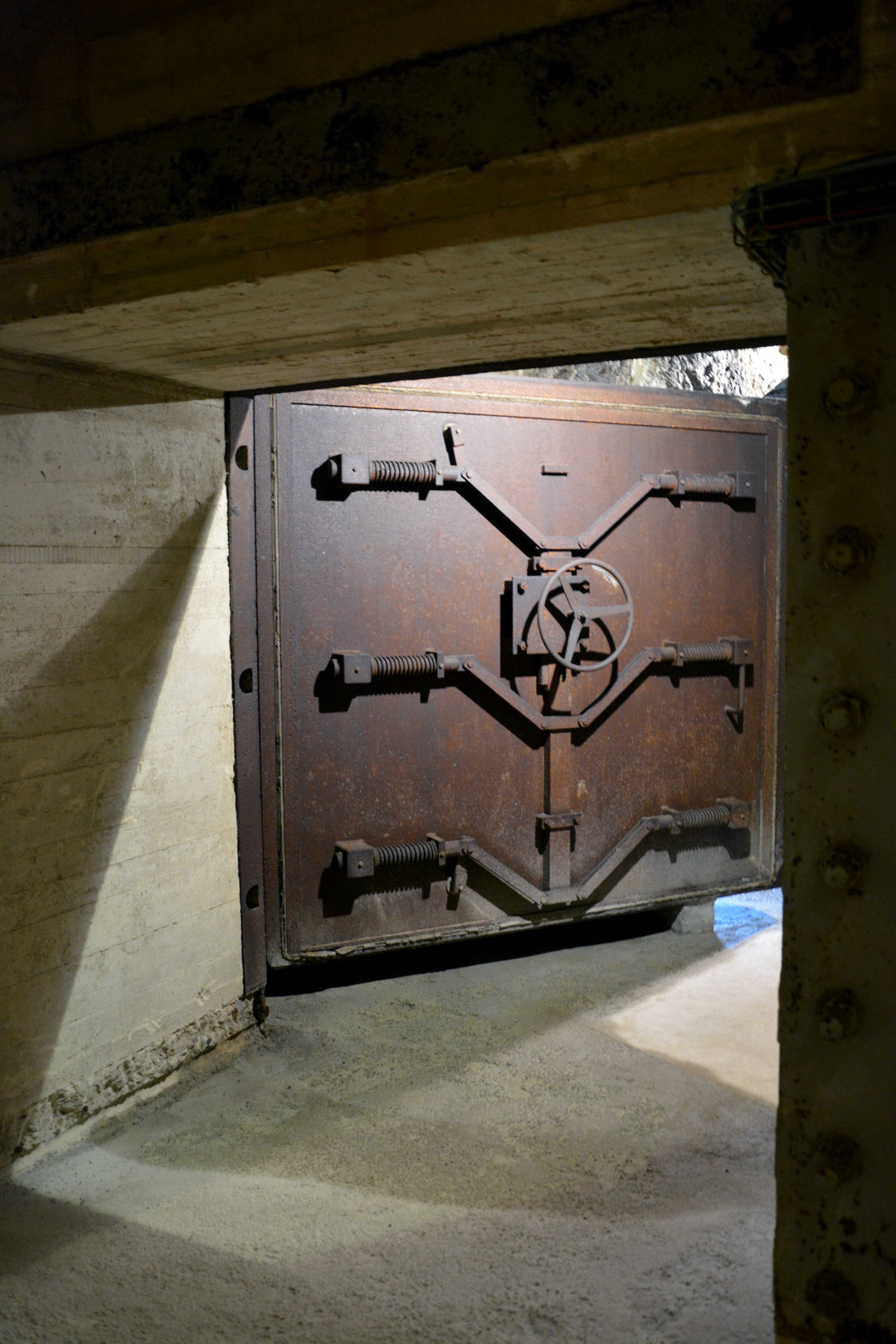
Une porte blindée de l'abri Sadi-Carnot
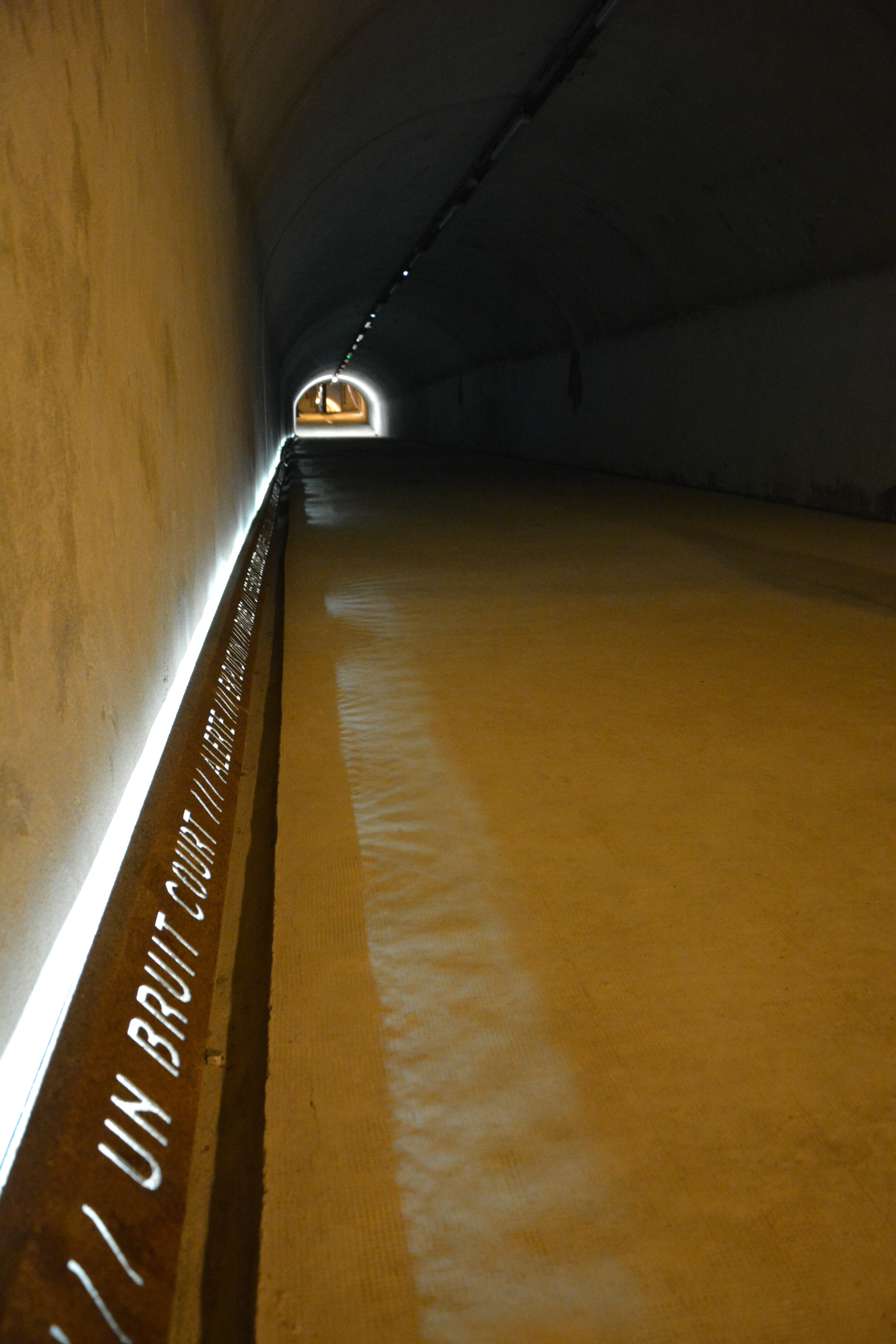
Frise reprenant les mots clés évoqués par les survivants
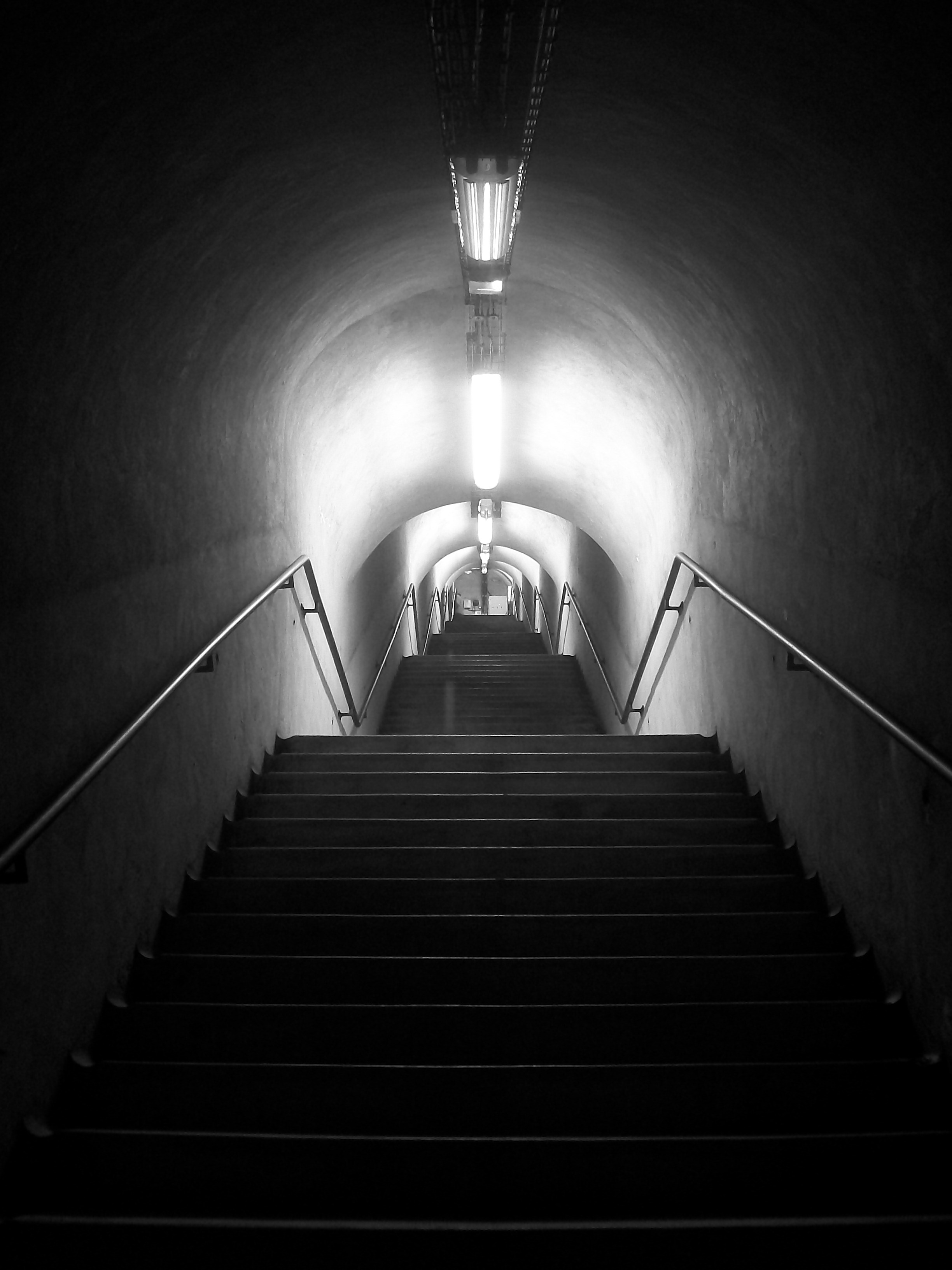
L'escalier de l'abri Sadi-Carnot
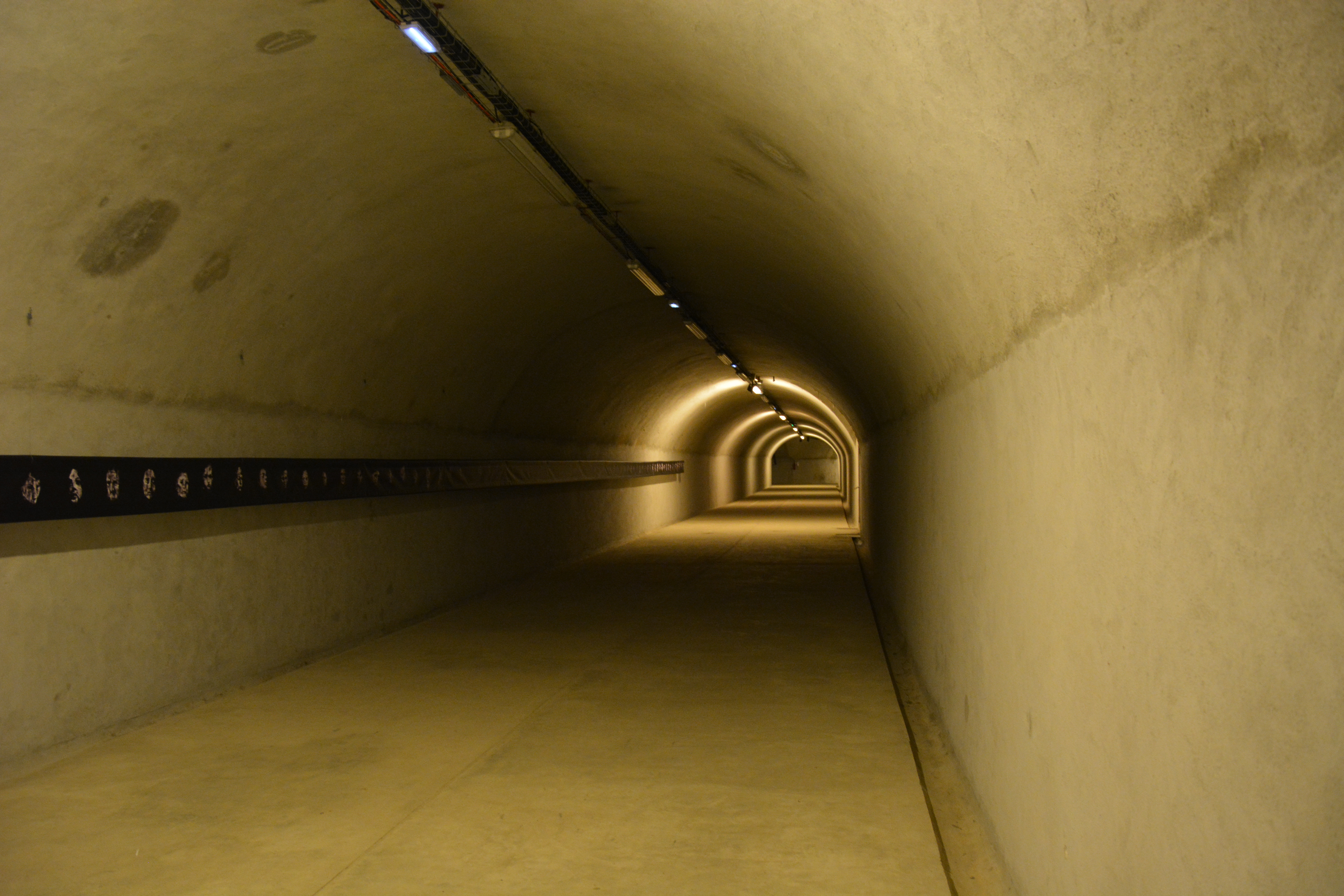
Scénographie sobre du couloir principal

Après plusieurs ouvertures ponctuelles de l'abri, particulièrement lors des 40e et 50e anniversaires de la Libération de la ville et lors de visites scolaires organisées par l’European Peace University, un collectif de témoins de l’époque, de citoyens, d'associations et d’historiens s’est constitué pour réfléchir à la mise en valeur de l’abri afin d'en faire un lieu de mémoire, d'accueil et d’information.
Les aménagements réalisés en 2009 répondent à un double objectif : devoir de mémoire et diffusion d’un message de paix.
Une première phase de travaux a été réalisée en 2008 sur proposition de l’architecte de la ville Alain L’Hostis. Elle a donné une meilleure visibilité de l’entrée haute de l’Abri, rue Émile-Zola, près du musée des Beaux-Arts. La liste des victimes, actualisée à partir des recherches des archives municipales et communautaires, a été inscrite sur la paroi vitrée qui borde l’entrée et est désormais, en permanence, visible par tous.
La deuxième phase a consisté en la mise en place, dans le souterrain, partie basse de l’abri, d’une scénographie intérieure, délibérément dépouillée, donnant la parole aux témoins. Elle permet de saisir les effets de la guerre sur la vie quotidienne de la population d’une ville bombardée puis assiégée et l’intensité de la tragédie du 9 septembre 1944. Dans le souterrain a ainsi été créé un espace à la fois sensible, informatif et pédagogique dont l’accès se fait par la porte Tourville.
Cet aménagement a été conçu par Atiz ingénierie culturelle avec le concours, pour la partie historique, d’un comité scientifique présidé par Yvon Tranvouez et Christian Bougeard, professeurs d’histoire à l’Université de Bretagne occidentale.L'artiste anglais Guy Denning, né à Bristol et installé en Finistère depuis 2007, a donné un visage imaginaire à 99 de ces disparus pour leur rendre hommage au coeur de l'abri.